# Para Ana Flor
An Anna Blume ("Para ana flor") es un poema escrito por el artista alemán Kurt Schwitters en 1919. Ha sido descrito como la parodia de un poema de amor, un emblema del caos y la locura de su época, y el precedente de un nuevo lenguaje poético.
Fue publicado en la revista de Herwarth Walden Der Sturm en agosto de 1919. Este poema hizo a Schwitters famoso de la noche a la mañana. Se hicieron numerosas parodias del mismo en periódicos y revistas y polarizó fuertemente la opinión del público.
Aunque Schwitters nunca fue un miembro oficial del movimiento dadaísta berlinés, estuvo estrechamente unido a muchos miembros del grupo, en particular a Raoul Hausmann y Hans Arp, y el poema está escrito en estilo dadaísta, utilizando perspectivas múltiples, fragmentos de otros textos y elementos absurdistas para mimetizar la fragmentación del estado emocional del narrador en los temas amorosos o sobre el colapso político, económico y militar de Alemania tras la Primera Guerra Mundial.
El poema fue publicado posteriormente en un libro artístico titulado Anna Blume, Dichtungen (Anna Blume, poesías).